# Johnny Damon
Johnny David Damon (Fort Riley, 5 novembre 1973) è un ex giocatore di baseball statunitense con cittadinanza thailandese.

## Carriera
Damon fu selezionato dai Kansas City Royals come trentacinquesima scelta assoluta durante il draft 1992.
Debuttò nella MLB il 12 agosto 1995 con i Royals, contro i Seattle Mariners.
Nel 2004 Damon lasciò crescere barba e capelli, assumendo il soprannome datogli dai tifosi di uomo delle caverne "Cave Man". Al termine dell'anno i Boston Red Sox tornarono a vincere le world series dopo 86 anni, rendendo Damon campione per la prima volta in carriera.
Nella stagione 2006 passò agli New York Yankees, acerrimi rivali dei Red Sox. 
Vinse le World Series con gli Yankees nel 2009.
Giocò la sua ultima partita in Major League il 1º agosto 2012 con i Cleveland Indians, e fu svincolato dalla squadra il 9 agosto. Alla fine della stagione 2012, fu terzo tra i giocatori attivi nei punti segnati (1668) e nei tripli (109).
Tentò nei 3 anni successivi a rientrare in Major league, ma senza successo.

## Nazionale
Con la nazionale di baseball degli Stati Uniti d'America ha disputato il World Baseball Classic 2006. Nel 2012 ha disputato le qualificazioni al World Baseball Classic 2013 con la nazionale di baseball della Thailandia, il paese di provenienza della madre.

## Premi

### Club
- World Series: 2

Boston Red Sox: 2004
New York Yankees: 2009

### Individuale
- Convocazioni all'All-Star: 2

2002, 2005
- Leader dell'American League in punti segnati: 1

2000
- Leader dell'American League in basi rubate: 1

2000
- Leader dell'American League in tripli: 1

2002